# أبوقعر
قلمة أبوقعر تقع في محافظة حفر الباطن شمال شرق المملكة العربية السعودية وهي أحد المحافظات التابعة للمنطقة الشرقية، كانت قلمة أبو قعر خارج حفر الباطن ومع النطاق العمراني اندثرت وتحولت إلى جزء من محافظة حفر الباطن.

## أصل التسمية
سميت على اسم صاحب البئر سالم سليمان باقعر المرشدي انشأها في سنة 1357-1360 هـ الموافق 1937-1940م ويذكر بأنه كان يملك منزلاً هناك.
أما كلمة قلمة أو بئر هي عبارة عن مورد ماء، كان البدو الرحل يمرون عليها للسقيا. إذ يطلق البدو في المملكة العربية السعودية والخليج العربي وبعض بادية الدول العربية على الماء أو البئر مفردة (قلمة).
وكانت القلمة موجودة بكثرة في المملكة العربية السعودية والجزيرة العربية، مثل قلمة الصفيري، قلمة الحرشاء، قلمة الدهشان، قلمة خالد، قلمة شايع، قلمة ندقان، قلمة فيصل،، وغيرها.
ولا يعرف سبب تسمية مورد الماء قلمة عند أهل البادية، والاحتمال الأقرب لتسميتها بهذا الاسم وربط البعض تسميتها بذلك بمسمى الإقليم وهي المقاربة أكثر للصفات المطلقة على كلمة اقليم.

## قرى ومناطق متوأمة
- أبو رضمة
- أبو قصر
- أبو القزاز
- ابوعجرم
- أبو معن (قرية)
- أبوديس